# Phong Khê
Phong Khê là một phường thuộc thành phố Bắc Ninh, tỉnh Bắc Ninh, Việt Nam.  Ngày xưa thuộc vùng Cổ Loa, Đông Anh
Phường Phong Khê có diện tích 5,49 km², dân số năm 2014 là 13.520 người, mật độ dân số đạt 2.462 người/km².

## Hành chính
Phường Phong Khê được chia thành 4 Khu: Dương Ổ, Đào Xá, Châm Khê và Ngô Khê.

## Điều kiện tự nhiên
Khu Dương Ổ (còn có tên nôm là Đống Cao). Buổi đầu lập làng trên mảnh đất hoang vu, rậm rạp, những người dân nơi đây đã chọn những khu đất cao, bên bờ nam sông Ngũ Huyện Khê dựng nhà, xây xóm. Để tồn tại và trụ vững nơi đây họ luôn phải chống chọi với thiên nhiên, thú dữ để bảo vệ giống nòi, bảo vệ sản xuất. Lúc này nguồn sống chính của họ là săn bắn, hái lượm.
Trước kia, thôn nằm ở phía Nam đường sắt và Quốc lộ 1, sau này do những thăng trầm của lịch sử thôn chuyển sang phía Bắc đường sắt và ở rìa sông Ngũ Huyện Khê. Thôn có chợ làng họp vào buổi sáng hàng ngày, hàng hoá trao đổi ở chợ là các loại hàng tạp hoá, lương thực, thực phẩm thường dùng. Nghề chính của người dân địa phương là làm nông nghiệp và làm nghề thủ công cổ truyền: làm giấy.
Xưa có 4 giáp: Đông, Tây, Nam, Bắc và có 4 xóm: xóm Sổ, xóm Giữa, xóm Ngoài, xóm Bến. Thôn có các xứ đồng với các tên gọi khác nhau như: đồng Cái, đồng Con, đồng Lũng, đồng Chùa, đồng Gié, đồng Ngòi, đồng Bạch, đồng Đầu, gò con Ngựa, đồng Mũi Đao, đồng Yên Ngựa... Tên các xóm ngõ, ao hồ, các xứ đồng đều có liên quan đến sự tích Trương Hống, Trương Hát đánh trận qua đây, phản ánh về một thời kỳ lịch sử diễn ra trên mảnh đất quê hương, đồng thời nói lên sự cổ kính, lâu đời của thôn.
Phong tục tập quán:
Về cưới: cũng giống như các làng trong xã, nhưng có một chi tiết khác là: ở thôn, người đóng vai trò thông tin liên lạc của nhà trai với nhà gái là bà Manh và ông Mối. Ngày đón dâu, trước đây có tục nhà gái đóng cổng nếu nhà trai đến sớm hơn giờ hẹn thì phải chờ. Khi đến giờ, ông Mối phải thưởng tiền cho trẻ (khoảng 12- 13 tuổi) chúng mới cho mở cửa để vào nhà gái. Khi đoàn rước dâu đã đến nhà gái, nhà trai phải biện dăm chục ngàn để một người con trai của nhà gái (khoảng 13 tuổi) thắp hương lên bàn thờ, mở đầu lễ rước dâu.
Một tục lệ rất đặc biệt là "cỗ con gái". Ngày xưa mỗi khi gia đình nào đó có con gái đi lấy chồng, ngoài lệ nộp cheo cho làng còn phải làm "cỗ con gái". Sở dĩ gọi là "cỗ con gái" vì cỗ này dùng để cô gái lấy chồng đãi bạn gái mình. "Cỗ con gái" bao gồm cả cỗ mặn và cỗ chay. Riêng cỗ chay có đủ các loại bánh đặc sản của địa phương mà các cô gái làm ra như: bánh phu thê, bánh rán, bánh cuốn... "Cỗ con gái" ở thôn Dương Ổ có ý nghĩa đề cao đức tính cần cù và khéo léo của người con gái làng nghề.
Lễ hội: Lễ hội ngày mùng 7 tháng giêng được diễn ra từ đêm mùng 6 đến ngày mùng 7 tháng giêng có liên quan đến tục thờ bà Đống. Tục thờ bà Đống là chung cho cả hai thôn Hoà Đình (phường Võ Cường) và thôn Dương Ổ. Lễ hội ngày 10-4 (âm lịch) được tổ chức là để kỷ niệm ngày hoá của Thành hoàng làng. Phần lễ có nghi lễ rước bài vị Thành hoàng từ đền về đình để tế. Lễ hội ngày 15/4 (âm lịch)- giỗ Cầu Mẫu
Làng có đình, chùa và đền là những nơi thờ tự của nhân dân

Đình Dương Ổ
tọa lạc giữa làng, nhìn về hướng Đông Nam. Căn cứ vào các tài liệu, hiện vật ở địa phương thì đình được xây dựng từ thời Lê. Trong thời kỳ kháng chiến chống thực dân Pháp, đình Dương Ổ bị phá hủy. Năm 1994, đình Dương Ổ được phục hồi tại vị trí cũ. Đình được xây dựng theo phong cách truyền thống, kết cấu 4 mái, 6 đao cong, trên bờ nóc gian giữa đắp rồng chầu mặt nguyệt. Đình có kết cấu chữ Đinh (J), 3 gian 2 chái Tiền tế, 2 gian Hậu cung, phía trước lập hệ thống cửa chắn song con tiện. Bộ khung đình được cấu thành bởi các cấu kiện gỗ khỏe, cột cái chu vi 1,6 mét. Đình Dương Ổ cũng được trang trí chạm trổ theo phong cách xưa.
Hiện vật ở đình bao gồm hệ thống hoành phi, cấu đối, bát biểu, ngựa gỗ, hương án gỗ... đều là những hiện vật cổ. Đặc biệt đình còn lưu giữ tấm bia đá "Hậu Thần bi ký" dựng năm 1702, 7 đạo sắc phong thời Nguyễn phong tặng cho vị thần ở đình là Đức Thánh Tam Giang (Trương Hống, Trương Hát).
Đền làng Dương Ổ: nằm kề bên bờ sông Ngũ Huyện Khê, được khởi dựng vào thời Lê, quy mô và hiện trạng khá nguyên vẹn. Đền gồm 2 tòa song song theo kiểu chữ Nhị. Tòa Tiền tế gồm 3 gian 2 trái, kiến trúc kiểu 4 mái, mỗi gác mái một đầu đao cong, mái thấp, hiên rộng, nền vỉa đá tảng, lát gạch vuông. Các bộ vì theo kiểu thượng chồng giường, hạ kẻ trường cột phân 4 hàng ngang dọc. Đền thượng 3 gian 2 chái và Hậu cung. Về cơ bản kiến trúc giống tòa Tiền tế nhưng tòa này chia làm 2 tầng. Nghệ thuật chạm khắc trang trí mang đậm dấu ấn nghệ thuật thời Nguyễn, đều tập trung ở các xà ngang, xà nách, đầu dư, con chồng, đề tài chủ đạo là rồng mây và chạm nổi mang đậm nét của nghệ thuật thời Lê. Nét độc đáo ở đây là nghệ thuật chạm trổ trên các xà ngang, mỗi xà hai con rồng khắc nổi dài bằng cả cây xà 3 mét đang vươn mình vượt lên những đám mây tưởng như những đôi rồng đang gồng mình nâng cả ngôi đền đồ sộ lên.
Đền làng thờ Đức Thánh Tam Giang, tư liệu về các vị thần tập trung ở các bức hoành phi, câu đối gỗ được tạo tác vào thời Thành Thái (1889- 1907) và Duy Tân (1910). Đền có ngai thờ, bài vị, sập thờ, hương án, chóe thờ, hạc gỗ cao to, bảng văn... đều có niên đại thời Lê và Nguyễn. Đặc biệt đền còn lưu giữ lọ độc bình và chóe thờ- sản phẩm gốm của nhà Thanh (Trung Quốc). Tại khu vực đền có hàng chục cây cổ thụ niên đại trên 100 năm. Năm 2002, đền Dương Ổ được xếp hạng "Di tích lịch sử nghệ thuật" cấp quốc gia.
Chùa làng Dương Ổ (có tên là Hồng Ân tự). Chùa nằm cùng khuôn viên với đình. Tài liệu văn bia cho biết ở thế kỷ 17 chùa Hồng Ân đã là một trung tâm Phật giáo và có vai trò quan trọng trong đời sống tâm linh của người dân địa phương. Trong thời kỳ kháng chiến chống thực dân Pháp chùa bị phá hủy. Năm 1996- 1997, nhân dân địa phương và phật tử cung đức xây dựng chùa như hiện nay.
Chùa có bình đồ kiến trúc chữ Đình (J), 3 gian 2 chái Tiền đường và 3 gian Thượng điện. Bộ mái tòa tiền đường cấu trúc kiểu chồng diêm mái chảy, 4 mái với 8 đầu đao cong. Bộ khung nhà cấu trúc theo phong cách truyền thống. Phía sau tòa tam bảo của chùa là 5 gian nhà Tổ.
Giá trị cơ bản của chùa Hồng Ân hiện nay là những di vật cổ của chùa: Quả chuông "Hồng Ân tự chung" đúc năm 1802, 4 tấm bia đá dựng tại vườn chùa dựng khắc vào các năm 1702, 1750, 1754, 1828, nội dung ghi việc hậu phật và một số tấm gia "Ký tự bi" (gửi giỗ) có niên đại từ thời Nguyễn.
Chùa Vạt: còn có tên là Sùng Ân tự. Chùa nằm phía Tây Bắc của làng. Chùa có kết cấu kiến trúc chữ Nhị, tòa tam bảo 3 gian có phong cách nghệ thuật thời Nguyễn, tại đây còn 3 pho tượng Tam thế cổ chất liệu gỗ tạo tác vào thời Nguyễn. Tại khu vực chùa Vạt có một cây cổ thụ trên 400 tuổi.
Nghè Dương Ổ:
mái cong tĩnh mặc dưới chân cầu nước lững lờ trôi, nơi đây thời tướng quân Trương Hống, Trương Hát. Đình làng Dương Ổ cổ kính có tam quan đẹp nhất vùng. Đình làng Sái (huyện Đông Anh- Hà Nội) đã từng học mẫu ở đây. Đình thôn Đào Xá bề thế có kiến trúc sắc nét và độc đáo([1]). Chùa Đào Xá rêu phong là chốn danh lam cổ kính sơn thủy hữu tình long hổ đăng đôi, tượng phật sơn son thiếp vàng lộng lẫy. Đình Châm Khê nay vẫn còn nguyên vẹn là một kiến trúc cổ có giá trị. Cảnh quan bố trí hài hoà với cây đa, bến nước, càng làm tăng thêm chất khí quê hương.
Dương Ổ có làn điệu dân ca quan họ đặc sắc điệu "Hừ la"... và cũng có tục kết bạn, tục "ngủ bọn". Con người nơi đây chẳng những yêu lao động, sản xuất mà còn đậm chất trữ tình
Hỡi cô thắt dải bao xanh
Có về Dương Ổ với anh thì về
Dương Ổ có lịch có lề
Có ao tắm mát, có nghề sen can
Người ta đúc tượng xây chùa
Còn em seo giấy bốn mùa chẳng ngơi
Dám xin sư bác chớ cười
Vì em seo giấy cho người chép kinh
Người ta buôn vạn bán ngàn
Em đây seo giấy cơ hàn vẫn tươi
Dám xin ai đó chớ cười
Vì em seo giấy cho người đề thơ.
Đống Cao nổi tiếng làm nghề sản xuất giấy dó từ xa xưa. Từ những năm 1990 đến nay, khi công cuộc Đổi Mới diễn ra, máy móc được đưa vào sản xuất. Làng nghề giấy Đống Cao đã chuyển từ sản xuất giấy dó truyền thống sang sản xuất các loại giấy công nghiệp như: giấy vàng mã, giấy krap, giấy vệ sinh, giấy viết... Do không có quy hoạch và phát triển tự phát nên hiện nay môi trường làng nghề bị ô nhiễm ở mức báo động.
Hiện nay trong thôn chỉ còn 2 đến 3 hộ gia đình còn sản xuất giấy dó truyền thống.
Khu Ngô Khê trước năm 1945 bị thực dân Pháp chiếm đóng. Người Pháp phá hết chùa, đền ở đây và xây dựng nhà thờ do đó hiện nay 100% ở Khu Ngô Khê theo đạo Thiên Chúa.
Khu Châm Khê có tên Nôm là làng Bùi, khu Châm Khê chạy dọc theo bờ đê sông Ngũ Huyện Khê.
Khu Đào Xá nằm giữa khu Dương Ổ và khu Châm Khê, diện tích nhỏ nhất trong phường. Khu Đào Xá hiện nay cũng chủ yếu sản xuất giấy với quy mô nhỏ lẻ.
Sông Ngũ Huyện Khê trở thành con sông chết khi mỗi ngày hứng chịu nước xả thải trực tiếp từ các nhà máy xuất giấy.